# Europese kampioenschappen kunstschaatsen 1968
De Europese Kampioenschappen kunstschaatsen zijn wedstrijden die samen een jaarlijks terugkerend evenement vormen, georganiseerd door de Internationale Schaatsunie (ISU).
De kampioenschappen van 1968 vonden plaats van 23 tot en met 27 januari in Västerås. Het was de eerste keer dat de EK kampioenschappen in Västerås plaatsvonden en de tweede keer dat ze in Zweden werden gehouden, in 1912 vond het EK voor mannen er plaats.
Voor de mannen was het de 60e editie, voor de vrouwen en paren was het de 32e editie en voor de ijsdansers de vijftiende editie.

## Historie
De Duitse en Oostenrijkse schaatsbond, verenigd in de "Deutscher und Österreichischer Eislaufverband", organiseerden zowel het eerste EK Schaatsen voor mannen als het eerste EK Kunstschaatsen voor mannen in 1891 in Hamburg, in toen nog het Duitse Keizerrijk, nog voor het ISU in 1892 werd opgericht. De internationale schaatsbond nam in 1892 de organisatie van het EK kunstschaatsen over. In 1895 werd besloten voortaan het WK kunstschaatsen te organiseren en kwam het EK te vervallen. In 1898, na twee jaar onderbreking, vond toch weer een herstart plaats van het EK kunstschaatsen.
De vrouwen en paren zouden vanaf 1930 jaarlijks om de Europese titel strijden. De ijsdansers streden vanaf 1954 om de Europese titel in het kunstschaatsen.

## Deelname
Er namen deelnemers uit zeventien landen deel aan deze kampioenschappen. Zij vulden een record van 86 startplaatsen in de vier disciplines in.
Voor Nederland debuteerde Arnoud Hendriks in het mannentoernooi en Anneke Heydt in het vrouwentoernooi op de Europese Kampioenschappen.
(Tussen haakjes het totaal aantal startplaatsen over de disciplines.)
| Duitse Democratische Republiek (10) Sovjet-Unie (10) West-Duitsland (9) Verenigd Koninkrijk (8) Tsjecho-Slowakije (8) Frankrijk (7) | Oostenrijk (7) Hongarije (4) Polen (4) Zwitserland (4) Italië (3) Noorwegen (3) | Denemarken (2) Joegoslavië (2) Nederland (2) Zweden (2) Roemenië (1) |

## Medaille verdeling
Voor de eerste keer bij het EK kunstschaatsen was het erepodium een kopie van de twee voorgaande jaren. Emmerich Danzer werd voor de vierde keer Europees kampioen, het was zijn vijfde medaille, in 1963 werd hij derde. Zowel de nummer twee, Wolfgang Schwarz, als de nummer drie, Ondrej Nepela, stonden voor de derde keer op het erepodium bij de Europese Kampioenschappen kunstschaatsen.
Hana Mašková was de zestiende vrouw en de tweede Tsjechoslowaakse, na Alena Vrzáňová in 1950, die de Europese titel veroverde. Het was haar tweede medaille, in 1967 werd ze tweede. De Europees kampioene van 1967, de Oost-Duitse Gabriele Seyfert op plaats twee, veroverde haar derde medaille, in 1966 werd ze ook tweede. De nummer drie, Beatrix Schuba, stond voor het eerst op het erepodium bij de Europese Kampioenschappen kunstschaatsen.
Bij de paren veroverden het Sovjet paar Ludmila Belousova / Oleg Protopopov voor de vierde keer de Europese titel. Het was hun zevende medaille, van 1962-1964 werden ze tweede. Hun landgenoten Tamara Moskvina / Alexei Mishin op plaats twee stonden voor de eerste keer op het Europese erepodium. Het Oost-Duitse paar Heidemarie Steiner / Heinz Ulrich Walther op plaats drie stonden voor de tweede keer op het Europese erepodium, in 1967 werden ze ook derde.
Bij het ijsdansen stonden net als bij de eerste vijf edities (1954-1958) van het EK IJsdansen drie Britse paren op het erepodium. Het paar Diane Towler / Bernard Ford veroverden voor de derde opeenvolgende keer de Europese titel, zij stonden ook voor de derde keer op het erepodium. Het paar Yvonne Suddick / Malcolm Cannon stonden net als in 1967 op plaats twee, als paar was het hun tweede medaille. Yvonne Suddick werd in 1964 en 1965 derde en in 1966 tweede met haar partner Roger Kennerson. Het paar Janet Sawbridge / Jon Lane op plaats drie stonden als paar voor het eerst op het Europese erepodium. Janet Sawbridge veroverde in 1963 de derde en in 1964 en 1965 de tweede plaats met schaatspartner David Hickinbottom.
| Discipline | Goud                                | Zilver                          | Brons                                     |
| ---------- | ----------------------------------- | ------------------------------- | ----------------------------------------- |
| Mannen     | Emmerich Danzer                     | Wolfgang Schwarz                | Ondrej Nepela                             |
| Vrouwen    | Hana Mašková                        | Gabriele Seyfert                | Beatrix Schuba                            |
| Paren      | Ludmila Belousova / Oleg Protopopov | Tamara Moskvina / Alexei Mishin | Heidemarie Steiner / Heinz Ulrich Walther |
| IJsdansen  | Diane Towler / Bernard Ford         | Yvonne Suddick / Malcolm Cannon | Janet Sawbridge / Jon Lane                |

## Uitslagen
| #      | naam (deelname)         | land                                    | pc |
| ------ | ----------------------- | --------------------------------------- | -- |
| Goud   | Emmerich Danzer (8)     | Vlag van Oostenrijk                     |    |
| Zilver | Wolfgang Schwarz (5)    | Vlag van Oostenrijk                     |    |
| Brons  | Ondrej Nepela (4)       | Vlag van Tsjechië                       |    |
| 4      | Patrick Péra (3)        | Vlag van Frankrijk                      |    |
| 5      | Sergei Chetverukhin (4) | Vlag van Sovjet-Unie                    |    |
| 6      | Peter Krick (5)         | Vlag van Duitsland                      |    |
| 7      | Marian Flic (5)         | Vlag van Tsjechië                       |    |
| 8      | Günter Zöller (4)       | Vlag van Duitse Democratische Republiek |    |
| 9      | Philippe Pelissier (5)  | Vlag van Frankrijk                      |    |
| 10     | Vladimir Kurenbin       | Vlag van Sovjet-Unie                    |    |
| 11     | Giordano Abbondati (7)  | Vlag van Italië                         |    |
| 12     | Sergei Volkov           | Vlag van Sovjet-Unie                    |    |
| 13     | Michael Williams (2)    | Vlag van Verenigd Koninkrijk            |    |
| 14     | Jurgen Eberwein (2)     | Vlag van Duitsland                      |    |
| 15     | Gunter Anderl (3)       | Vlag van Oostenrijk                     |    |
| 16     | Jacques Mrozek          | Vlag van Frankrijk                      |    |
| 17     | Zdzislav Pienkowski (3) | Vlag van Polen (1928-1980)              |    |
| 18     | Zoltan Horvath          | Vlag van Hongarije                      |    |
| 19     | Daniel Honer (2)        | Vlag van Zwitserland                    |    |
| 20     | Thomas Callerud         | Vlag van Zweden                         |    |
| 21     | Jan Hoffmann            | Vlag van Duitse Democratische Republiek |    |
| 22     | Arnoud Hendriks         | Vlag van Nederland                      |    |
| 23     | Erik Skjöld             | Vlag van Noorwegen                      |    |
| 24     | Arne Hoffmann (2)       | Vlag van Denemarken                     |    |

| #      | naam (deelname)           | land                                    | pc |
| ------ | ------------------------- | --------------------------------------- | -- |
| Goud   | Hana Mašková (5)          | Vlag van Tsjechië                       |    |
| Zilver | Gabriele Seyfert (7)      | Vlag van Duitse Democratische Republiek |    |
| Brons  | Beatrix Schuba (2)        | Vlag van Oostenrijk                     |    |
| 4      | Zsuzsa Almassy (4)        | Vlag van Hongarije                      |    |
| 5      | Sally-Anne Stapleford (5) | Vlag van Verenigd Koninkrijk            |    |
| 6      | Elena Schtscheglowa (3)   | Vlag van Sovjet-Unie                    |    |
| 7      | Elisabeth Nestler (2)     | Vlag van Oostenrijk                     |    |
| 8      | Monika Feldmann (2)       | Vlag van Duitsland                      |    |
| 9      | Patricia Ann Dodd         | Vlag van Verenigd Koninkrijk            |    |
| 10     | Petra Rührmann (2)        | Vlag van Duitsland                      |    |
| 11     | Elisabeth Mikula (3)      | Vlag van Oostenrijk                     |    |
| 12     | Galina Grzibovskaya       | Vlag van Sovjet-Unie                    |    |
| 13     | Marie Vichova (2)         | Vlag van Tsjechië                       |    |
| 14     | Martina Clausner (3)      | Vlag van Duitse Democratische Republiek |    |
| 15     | Charlotte Walter          | Vlag van Zwitserland                    |    |
| 16     | Frances Waghorn           | Vlag van Verenigd Koninkrijk            |    |
| 17     | Sonja Morgenstern         | Vlag van Duitse Democratische Republiek |    |
| 18     | Rita Trapanese (3)        | Vlag van Italië                         |    |
| 19     | Sylvaine Duban (3)        | Vlag van Frankrijk                      |    |
| 20     | Anneke Heydt              | Vlag van Nederland                      |    |
| 21     | Elena Mois (2)            | Vlag van Roemenië (1965-1989)           |    |
| 22     | Tone Merete Oien          | Vlag van Noorwegen                      |    |
| 23     | Eva Hermansson            | Vlag van Zweden                         |    |
| 24     | Jette Vad                 | Vlag van Denemarken                     |    |
| 25     | Dunja Vujcic              | Vlag van Joegoslavië (1943-1992)        |    |

| #      | naam (deelname)                                 | land                                    | pc |
| ------ | ----------------------------------------------- | --------------------------------------- | -- |
| Goud   | Ludmila Belousova (10) Oleg Protopopov (10)     | Vlag van Sovjet-Unie                    |    |
| Zilver | Tamara Moskwina (2) Alexej Mischin (2)          | Vlag van Sovjet-Unie                    |    |
| Brons  | Heidemarie Steiner (3) Heinz Ulrich Walther (5) | Vlag van Duitse Democratische Republiek |    |
| 4      | Margot Glockschuber (4) Wolfgang Danne (6)      | Vlag van Duitsland                      |    |
| 5      | Irina Rodnina Aleksej Oelanov                   | Vlag van Sovjet-Unie                    |    |
| 6      | Gudrun Hauss (4) Walter Hafner (4)              | Vlag van Duitsland                      |    |
| 7      | Irene Muller (7) Hans-Georg Dallmer (7)         | Vlag van Duitse Democratische Republiek |    |
| 8      | Liane Drahova Peter Bartosiewicz (5)            | Vlag van Tsjechië                       |    |
| 9      | Marianne Streifler (2) Herbert Wiesinger (2)    | Vlag van Duitsland                      |    |
| 10     | Brigitte Weise (3) Michael Brychcy (3)          | Vlag van Duitse Democratische Republiek |    |
| 11     | Bohunka Sramkova (3) Jan Sramek (3)             | Vlag van Tsjechië                       |    |
| 12     | Evelyn Schneider (2) Wilheim Bietak (6)         | Vlag van Oostenrijk                     |    |
| 13     | Linda Benard (2) Raymond Wilson (2)             | Vlag van Verenigd Koninkrijk            |    |
| 14     | Mona Szabo (3) Peter Szabo (3)                  | Vlag van Zwitserland                    |    |
| 15     | Janina Poremska (3) Piotr Sczypa (3)            | Vlag van Polen (1928-1980)              |    |
| 16     | Edith Sperl Heinz Wirz                          | Vlag van Zwitserland                    |    |
| 17     | Barbka Senk Mitja Sketa (3)                     | Vlag van Joegoslavië (1943-1992)        |    |
| 18     | Fabienne Etlensperger Jean-Roland Racle         | Vlag van Frankrijk                      |    |
| 19     | Grazyna Osmanska Adam Brodecki                  | Vlag van Polen (1928-1980)              |    |
| 20     | Bjerke Magnussen (2) Erik Grunert (2)           | Vlag van Noorwegen                      |    |

| #      | naam (deelname)                               | land                                    | pc |
| ------ | --------------------------------------------- | --------------------------------------- | -- |
| Goud   | Diane Towler (4) Bernard Ford (4)             | Vlag van Verenigd Koninkrijk            |    |
| Zilver | Yvonne Suddick (5) Malcolm Cannon (5)         | Vlag van Verenigd Koninkrijk            |    |
| Brons  | Janet Sawbridge (6) Jon Lane (3)              | Vlag van Verenigd Koninkrijk            |    |
| 4      | Irina Grischkova (2) Victor Ryzhkin (3)       | Vlag van Sovjet-Unie                    |    |
| 5      | Ludmila Pachomova (3) Aleksandr Gorschkow (2) | Vlag van Sovjet-Unie                    |    |
| 6      | Angelika Buck (2) Erich Buck (2)              | Vlag van Duitsland                      |    |
| 7      | Annerose Baier (4) Eberhard Rüger (4)         | Vlag van Duitse Democratische Republiek |    |
| 8      | Edith Mato (4) Karl Csanadi (4)               | Vlag van Hongarije                      |    |
| 9      | Milena Tumova (2) Jesef Pesek (2)             | Vlag van Tsjechië                       |    |
| 10     | Dana Novotna (2) Jaromir Holan (9)            | Vlag van Tsjechië                       |    |
| 11     | Susanna Carpani (3) Sergio Pirelli (3)        | Vlag van Italië                         |    |
| 12     | Ilona Berecz (3) Istvan Sugar (3)             | Vlag van Hongarije                      |    |
| 13     | Claude Couste Jean-Pierre Noullet             | Vlag van Frankrijk                      |    |
| 14     | Pascale Aynes Pascal Germe                    | Vlag van Frankrijk                      |    |
| 15     | Steffi Bohme Bernd Egert                      | Vlag van Duitse Democratische Republiek |    |
| 16     | Teresa Weyna Pietr Bojanczyk                  | Vlag van Polen (1928-1980)              |    |
| 17     | Edeltrud Rotty Joachim Iglowstein             | Vlag van Duitsland                      |    |

Medaillewinnaars

Mannen · 
Vrouwen ·
Paren · 
IJsdansen

Toernooi

1891 · 
1892 · 
1893 · 
1894 · 
1895 · 
1896-1897 · 
1898 · 
1899 · 
1900 · 
1901 · 
1902-1903 · 
1904 · 
1905 · 
1906 · 
1907 · 
1908 · 
1909 · 
1910 · 
1911 · 
1912 · 
1913 · 
1914 · 
1915-1921 · 
1922 · 
1923 · 
1924 · 
1925 · 
1926 · 
1927 · 
1928 · 
1929 · 
1930 · 
1931 · 
1932 · 
1933 · 
1934 · 
1935 · 
1936 · 
1937 · 
1938 · 
1939 ·
1940-1946 · 
1947 · 
1948 · 
1949 · 
1950 · 
1951 · 
1952 · 
1953 · 
1954 · 
1955 · 
1956 · 
1957 · 
1958 · 
1959 · 
1960 · 
1961 · 
1962 · 
1963 · 
1964 · 
1965 · 
1966 · 
1967 · 
1968 · 
1969 · 
1970 · 
1971 · 
1972 · 
1973 · 
1974 · 
1975 · 
1976 · 
1977 · 
1978 · 
1979 · 
1980 · 
1981 · 
1982 · 
1983 · 
1984 · 
1985 · 
1986 · 
1987 · 
1988 · 
1989 · 
1990 · 
1991 · 
1992 · 
1993 · 
1994 · 
1995 ·
1996 · 
1997 · 
1998 · 
1999 · 
2000 · 
2001 · 
2002 · 
2003 · 
2004 · 
2005 · 
2006 ·
2007 ·
2008 ·
2009 ·
2010 ·
2011 ·
2012 ·
2013 ·
2014 ·
2015 ·
2016 ·
2017 ·
2018 ·
2019 ·
2020 ·
2021 · 
2022 · 
2023 · 
2024 · 
2025

WK kunstschaatsen ·
WK kunstschaatsen junioren ·
Viercontinentenkampioenschap ·
Olympische Spelen